# Viken, Gästrikland
Viken var en sjö, nu våtmark, i Gävle kommun i Gästrikland och ingår i Hamrångeån-Testeboåns kustområde.